# Limia tridens
Limia tridens är en fiskart som först beskrevs av Hilgendorf, 1889.  Limia tridens ingår i släktet Limia och familjen Poeciliidae. Inga underarter finns listade i Catalogue of Life.